# Зогу, Лека (1939—2011)
Лека Зо́гу (алб. Leka Zogu; 5 апреля 1939, Тирана, Албания — 30 ноября 2011, Тирана, Албания) — албанский государственный деятель, в 1961—2011 годах — король в изгнании.

## Детство
Родился за два дня до оккупации итальянскими войсками Албании. Когда начался штурм Тираны, родители увезли его из страны. «Зашли в комнату государыни — вокруг бельё. Детёныша не было» — вспоминал Бенито Муссолини.

## Жизнь в эмиграции
Наследный принц Лека Зогу долго разъезжал по миру. После путешествия по Европе королевская семья поселилась в Англии, вначале в отеле «Риц» в Лондоне, затем с 1941 года в деревне Саут Аскот, рядом с городом Аскот в Беркшире, затем в том же году они поселились в Пармуре в Бакингемшире.
После Второй мировой войны Ахмет Зогу, Геральдине Аппоньи и Лека на время отправились в Египет, где проживали с разрешения короля Фарука I.
Лека Зогу получил домашнее образование в Пармуре, а затем в английской школе в Египте и в школе-интернате College Aiglon в городе Виллар-сюр-Оллон (Швейцария). Свободно говорил на многих языках, он также изучал экономику в Сорбонне и учился в Королевской Военной академии в Сандхерсте (Великобритания). Затем служил вторым лейтенантом в британской армии. Сколотил капитал на сделках с сырьевыми товарами.
5 апреля 1957 года Лека Зогу был назначен наследником албанского королевского трона. После смерти своего отца Зогу в 1961 году Лека был провозглашён новым королём албанцев на созванном албанском национальном собрании в изгнании в отеле «Бристоль» в Париже. Он также стал кавалером Ордена Скандербега, Ордена Верности и Ордена мужества.

## Брак и изгнание
В 1975 году Лека Зогу женился на австралийской подданной и бывшей учительнице Сюзан Каллен-Вард (28 января 1941 — 17 июля 2004) в Биаррице во Франции. Гражданская церемония произошла в отеле «Hôtel de Ville» в Биаррице. Свадебный банкет состоялся в пятизвёздочном «Toledo Roadhouse», где участвовали члены других изгнанных королевских семей, лояльные албанцы и друзья.
Семейная пара поселилась в Мадриде, где подружились с королём Испании Хуаном Карлосом. Но когда было обнаружено, что Леку охраняют тайские телохранители, а в его доме хранится оружие, испанское правительство попросило его покинуть страну. У Леки были причины опасаться ареста со стороны албанского правительства. Когда его самолёт прибыл в Габон для заправки, его окружили местные воинские подразделения, которые, как сообщалось, были вызваны, чтобы его арестовать и передать албанским властям. Принц вынужден с базукой в руках стоять у дверей самолёта. 
Супруги прибыли в Родезию, где Лека безуспешно пытался добиться поддержки премьер-министра Яна Смита для переворота в ходжаистской Албании. После прихода к власти Роберта Мугабе чета выехала в ЮАР, где поселилась в городе близ Йоханнесбурга, получив международно-правовое признание от южноафриканского апартеидного правительства. Лека Зогу много лет прожил в изгнании в Сандтоне, районе Йоханнесбурга, где в марте 1982 года родился его единственный сын принц Лека Анвар Зогу. Затем он вернулся в Албанию и поселился в Тиране.

## Возвращение в Албанию
В 1993 году Лека Зогу в первый раз вернулся в Албанию, имея на руках паспорт, сделанный его собственным королевским двором в изгнании. Албанские власти отказались признать этот паспорт из-за того, что Лека Зогу в нём был прописан как «король». Лека был встречен своими сторонниками (около 500 человек) в аэропорту Тираны. Он заявил, что на данный момент не откажется от своего паспорта и примет статус обычного гражданина только в случае после неудачи на референдуме о восстановлении монархии.
Во время беспорядков в Албании в 1997 году Лека Зогу вновь вернулся в Албанию; на этот раз его встретила толпа из двух тысяч сторонников. В Албании был проведён референдум о восстановлении монархии. После пересчёта голосов было объявлено, что примерно две трети участвующих в голосовании высказались против реставрации монархии. Король поставил под сомнение итоги референдума, что спровоцировало недовольство правительства. Из-за угрозы ареста Лека Зогу бежал из страны. После отъезда его из Албании он был заочно осуждён и приговорён албанским судом к трём годам лишения свободы за попытку переворота. В марте 2002 года обвинительный приговор был снят по амнистии, а 72 депутата албанского парламента попросили королевскую семью вернуться. В 2003 году албанский парламент принял закон, в котором были признаны атрибуты королевской семьи.
Лека Зогу был поддержан правой монархической партией «Право и законность» (PLL). Также король возглавил Движение за национальное развитие. Он утверждал, что был борцом за Великую Албанию, которая может состояться только после его восстановления на королевском престоле. В феврале 2006 года заявил о прекращении участия в политической и общественной жизни.

## Смерть
72-летний Лека Зогу скончался 30 ноября 2011 года в больнице Матери Терезы (Тирана). Похоронен рядом со своей женой и матерью на общественном кладбище Шарра в пригороде Тираны.